# Euphorbia obcordata
Euphorbia obcordata är en törelväxtart som beskrevs av Isaac Bayley Balfour. Euphorbia obcordata ingår i släktet törlar, och familjen törelväxter. IUCN kategoriserar arten globalt som sårbar.
Artens utbredningsområde är Socotra. Inga underarter finns listade i Catalogue of Life.